# Carl Johan Erikson
Carl Johan Erikson, född 5 februari 1966 i Tingsryd, är en svensk konstnär, främst verksam inom fotografi, men arbetar även med artists' books och video. Carl Johan Erikson är utbildad vid Högskolan för fotografi vid Göteborgs universitet (nuvarande HDK-Valand) 1988-1992. Han är bland annat representerad på Moderna Museet i Stockholm, Malmö konstmuseum och Jönköpings länsmuseum. Han är verksam som lektor på Kungl. Konsthögskolan i Stockholm.
Carl Johan Erikson har under många år i sin konstnärliga praktik problematiserat och undersökt fenomen inom den svenska väckelserörelsen, vilket genererat många utställningar och böcker. I den retrospektiva utställningen "Jerusalemmodellen skala 1:800 och andra arbeten" 2023 på Österängens Konsthall i Jönköping låg fokus på Eriksons konstverk kopplade till den svenska väckelserörelsen, utställningen samlade flera omfattande verk från mer än 20 års konstnärligt arbete.     
I senare konstprojekt har Erikson fokuserat på existentiella frågeställningar i brytpunkten mellan natur och kultur. Ett exempel är den konceptuella kokboken Kokgropar och andra aktiviteter i Forsmarks skogar (tillsammans med konstnär Karin Willén) som vann 1:a pris Årets svenska måltidslitteratur 2019 i kategorin “livsstilslitteratur”.    
Vägra Döda: historier om de vapenfria männen är ett pågående konstnärligt samarbetsprojekt som inleddes 2013 och leds av Carl Johan Erikson och Björn Larsson. Det finansierades av Vetenskapsrådet 2017-2019. Samarbetet har resultat i många utställningar, publikationer och publika framträdande, både i Sverige och internationellt.    
Carl Johan Erikson driver förlaget FAS Publishing SE tillsammans med Karl Johan Stigmark. 